# 1990 في تركيا
فيما يلي قوائم الأحداث التي وقعت خلال عام 1990 في تركيا.

## أفلام
من الأفلام التي صدرت هذه السنة في تركيا:
- 1 يناير – رحلة أمل من إخراج كزافييه كولر.

## مواليد

### يناير
- 15 يناير – إبراهيم يلدرم لاعب كرة سلة تركي.
- 21 يناير – إمري كان لاعب شطرنج تركي.
- 23 يناير – شينر أوزبيرقلي لاعب كرة قدم تركي.
- 30 يناير – بيركان باتوك لاعب كرة سلة تركي.

### فبراير
- 10 فبراير – إردينتش بالتو لاعب كرة سلة تركي.

### مارس
- 9 مارس – آراس أوزبيليز لاعب كرة قدم هولندي.

### أبريل
- 5 أبريل – سيركان يلدريم لاعب كرة قدم تركي.

### مايو
- 12 مايو – ميليه ماهموتولو لاعب كرة سلة تركي.
- 13 مايو – إلكان كارامان لاعب كرة سلة تركي.
- 16 مايو – غيزيم ميميتش
- 20 مايو – عزت توركيلماز لاعب كرة سلة تركي.

### يونيو
- 20 يونيو – إيدا إيجي ممثلة تركية.

### أغسطس
- 4 أغسطس – شواجان بيشكين لاعب كرة سلة تركي.
- 15 أغسطس – إرولكان تشينكو لاعب كرة سلة تركي.
- 20 أغسطس – أويكو كاراييل ممثلة تركية.
- 25 أغسطس – أراس بولوت إينيملي ممثل تركي.

### سبتمبر
- 7 سبتمبر – ياسمين سايلار لاعبة كرة سلة تركية.
- 18 سبتمبر – غوخان شيرين لاعب كرة سلة تركي.
- 22 سبتمبر – سينيم كويوجوغلو
- 23 سبتمبر – جغطاي أولصوي ممثل وعارض أزياء تركي.

### أكتوبر
- 1 أكتوبر – هازل كايا الممثلة التركية.
- 23 أكتوبر – دينيز كيليتشلي لاعب كرة سلة تركي.
- 23 أكتوبر – سردار عزيز لاعب كرة قدم تركي.

### نوفمبر
- 10 نوفمبر – توتش كانيتز لاعبة كرة سلة تركية.
- 22 نوفمبر – طه أكغول مصارع هاوي تركي.

## وفيات

### يناير
- 31 يناير – معمر أكسوي (مواليد 1917)

### سبتمبر
- 4 سبتمبر – توران دورسون (مواليد 1934)

### أكتوبر
- 6 أكتوبر – بحرية أوجوك (مواليد 1919) أكاديمية تركية.

### نوفمبر
- 11 نوفمبر – سعدي إيرماك (مواليد 1904)